# دايفيد إم. كيلي
دايفيد إم. كيلي (بالإنجليزية: David M. Kelley)‏ هو مهندس وشخصية أعمال أمريكي، ولد في 10 فبراير 1951 في باربرتون في الولايات المتحدة.

## وصلات خارجية
- دايفيد إم. كيلي على موقع IMDb (الإنجليزية)